# Ivan Antić
Ivan Antić (en serbe cyrillique : Иван Антић) ; né le 3 décembre 1923 à Belgrade et mort le 25 novembre 2005 à Belgrade) était un architecte et un acacémicien serbe. Il est considéré comme l'un des meilleurs architectes yougoslaves de l'après guerre.

## Biographie

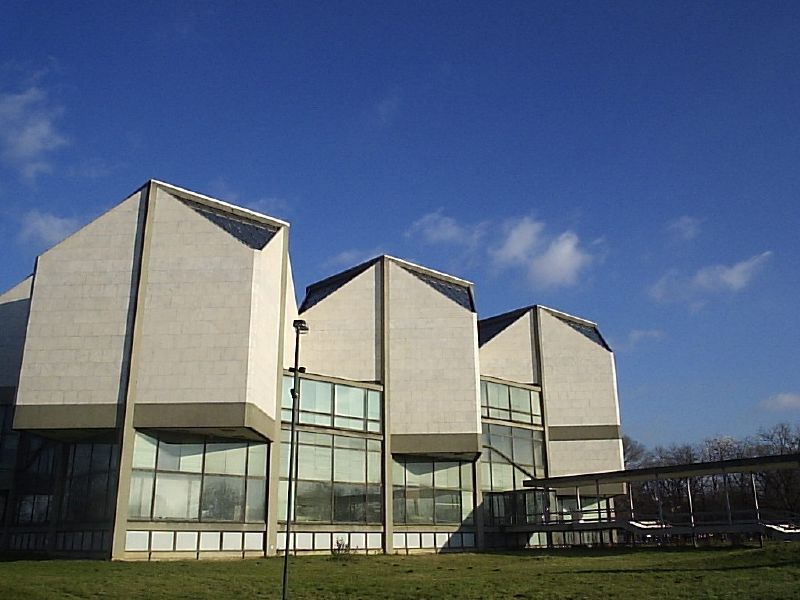
Le musée d'Art contemporain de Belgrade

Ivan Antić a effectué ses études à Belgrade à partir de 1945 jusqu'à l'obtention de son diplôme en 1950. Pendant ses études, il travailla pour le ministère des Transports puis, de 1950 à 1953, pour le bureau Jugoprojekt, où il rencontra des gens comme Stanko Kliska et Vojin Simeonović, deux célèbres architectes de l'ex-Yougoslavie ; au Yugoprojekt, Antić acquit les bases pratiques de son métier d'architecte. Après 1957, il commença à réaliser ses propres projets et rejoignit la faculté d'architecture de l'université de Belgrade, d'abord comme assistant puis comme professeur. Il devint membre de l'Académie serbe des sciences et des arts (SANU). Ivan Antić est mort à Belgrade en 2005.

## Œuvres

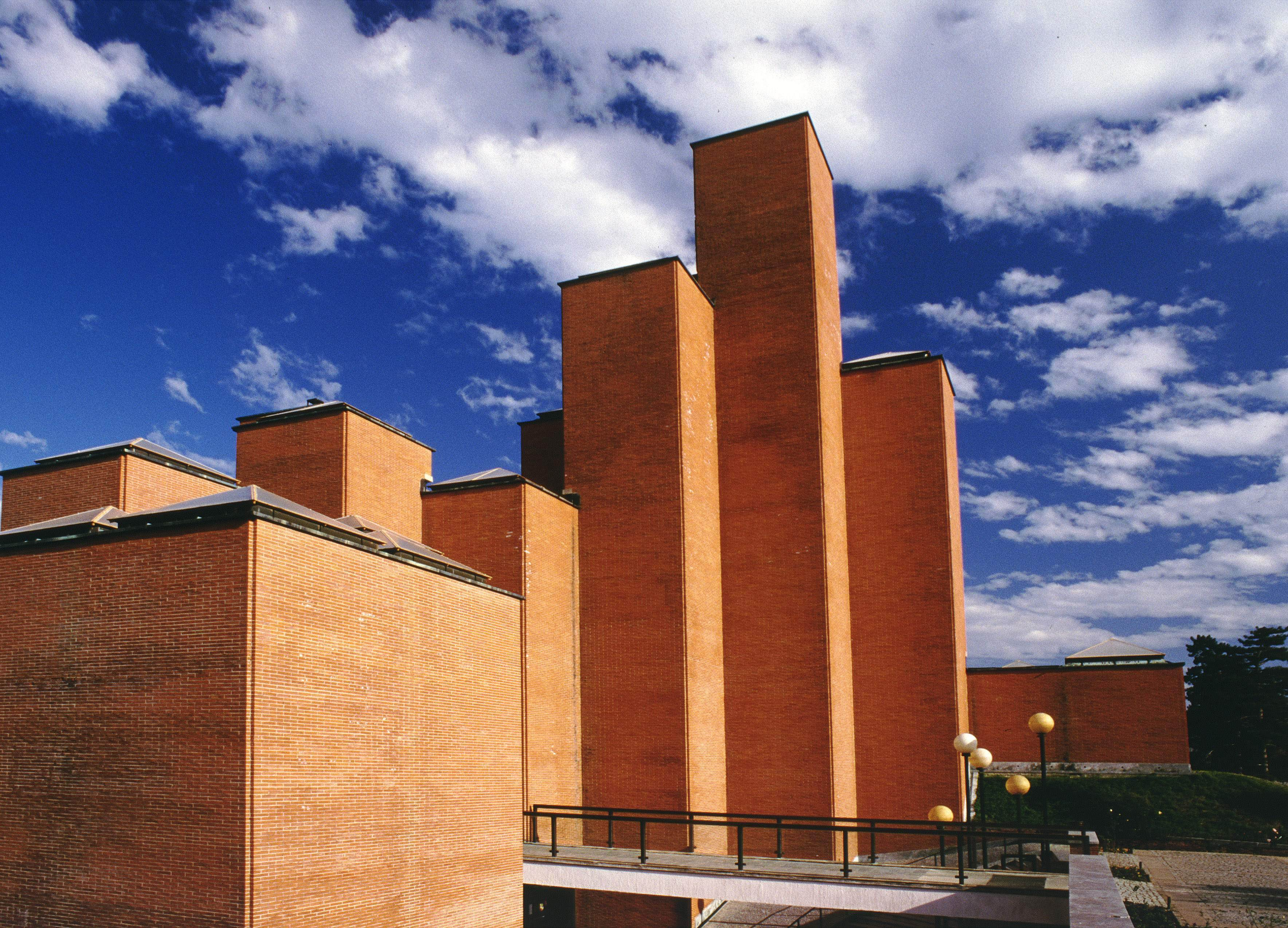
Le Musée mémorial du 21 octobre à Kragujevac

Le bâtiment du musée d'Art contemporain de Belgrade, situé rue Ušće, a été construit entre 1962 et 1965 d'après des plans réalisés par Ivan Antić, en collaboration avec Ivanka Raspopović ; les architectes ont été récompensés pour leur création.
Toujours en collaboration avec Ivanka Raspopović, il est l'auteur du Musée mémorial du 21 octobre (Memorijalni muzej 21. oktobar) à Kragujevac ; la construction de l'édifice a commencé en 1967 et le musée a été inauguré en 1976. Le musée a été conçu comme une architecture symbolique. Les briques rouges rappellent le sang versé lors du massacre de Kragujevac, tandis que les 33 tourelles qui forment l'édifice, de hauteur variable, évoquent les 30 tombes de victimes abritées dans le parc commémoratif alentour, ainsi que trois autres tombes situées dans des villages voisins. Le manque de fenêtre se veut évocateur de la situation désespérée dans laquelle se sont retrouvés les prisonniers. Les fondations, en forme de croix, évoquent le symbole chrétien de la souffrance.
Ivan Antić est également l'auteur du Centre de sports et de loisirs 25. Maj à Belgrade.